# Darrell Steinberg
Darrell Steven Steinberg (San Francisco, 15 ottobre 1959) è un politico statunitense, 56º e attuale sindaco di Sacramento, California da dicembre 2016.